# LiveInternet
LiveInternet.ru (лайвінтернет) — російський інтернет-портал, створений командою розробників під керівництвом Германа Клименко 2003 року. Проєкт поєднав у собі лічильник статистики rax.ru та сервіс щоденників li.ru. Згодом довкола сайту зібралися інші проєкти розробника, хоча дві основні його складові залишилися найпопулярнішими серед користувачів сервісами. Частка українських відвідувачів сайту на листопад 2018 року складає 7—8 % (разом із Кримом — близько 9 %).
Слово LiveInternet.ru з'явилося як розшифровка абревіатури li.ru — домену, на якому спершу працювали щоденники. З грудня 2008 року доменне ім'я і права на торговельну марку «LiveInternet» належать Ventail Limited, наданням послуг займається група компаній «Клименко і Ко».

## Сервіс щоденників
Одна з найбільших в російському інтернеті блог-платформа, що дає кожному користувачеві можливість вести власний щоденник, який інтегрує блоги різних користувачів, а також підписку на оновлення в блогах цікавих йому людей.
Сервіс надає такі можливості:
- Додавати допис у щоденник, як через вебінтерфейс, так і за допомогою програмних клієнтів, електронною поштою чи SMS.
- Коментувати дописи в щоденниках сайту, а також інших системах щоденників, які підтримують OpenID.
- Додавати у свої дописи зображення, голосування, інформери (погода, ТБ-програма), завантажувати різноманітні типи файлів найзручнішим способом, використовувати до 12 своїх аватарів.
- Читати оновлення у вибраних щоденниках, а також яких завгодно інших RSS-каналах: через стрічку друзів в Інтернеті, через підписку поштою, в програмних клієнтах.
- Створювати свої, а також брати участь у роботі вже існуючих тематичних спільнот.
- Налаштовувати зовнішній вигляд свого щоденника, права доступу до кожного з дописів та до щоденника загалом.
- Здійснювати навігацію між щоденниками і дописами в них, використовуючи розділи щоденника, теги, календарі, цитатники, пошук по дописах, вибірки по інтересах і містах.
- Використовувати інтегровані сервіси фотоальбомів, відео- і аудіозаписів, форумів, знайомств та особистих повідомлень між користувачами. До щоденника можна підключити вебкамеру.
- Просити захисту своїх інтересів та вимагати надати широку свободу слова на основі правил сайту, а також ставити будь-яке питання розробникам і адміністрації проєкту.
- Надсилати коментарі до дописів з програмних клієнтів, що є недоступним в більшості інших блог-сервісів.

## Пошта @li.ru
Поштова система mail.li.ru створена на базі порталу liveinternet.ru з метою надати можливість користувачам щоденників мати поштову скриньку з коротким іменем для отримання підписок зі щоденників та будь-якого іншого листування. Створена за допомогою Google Apps (мала інтерфейс, крім логотипа, аналогічний Gmail).
Після впровадження міжнародних санкцій, у російської компанії виникли складнощі щодо співробітництва із компанією Google, тому протягом кількох місяців 2014-2015 років поштовий сервіс перенесений на платформу пошти Mail.ru. Реєстрація нових поштових акаунтів призупинена на невизначений термін, хоча на головній сторінці залишається пропозиція зареєструватися.

## Сервіс знайомств
Незареєстрований користувач в розділі знайомств може переглядати анкети інших користувачів, відбираючи їх за цікавими йому критеріями за допомогою вбудованого пошуку. Після реєстрації користувачу стають доступними повнорозмірні фотографії в анкетах, детальна інформація про людину, а також з'являється можливість зв'язатися людиною, що його зацікавила, через внутрішню поштову систему.
Крім цього, після реєстрації на сайті, користувач отримує можливість створити і редагувати свою анкету, а також завантажити в неї свої фотографії. Після заповнення особиста анкета відсилається на модерацію, в результаті чого її або допускають до участі, або відхиляють, про що користувачу приходить повідомлення від модератора з поясненням причини відхилення.

## Маркет
Електронна система, що базується на кількох популярних майданчиках (liveinternet.ru, 3dnews.ru і pravda.ru) та поєднує в собі пропозиції кількох інтернет-магазинів. Перевага системи в зручному інструментарію для вибірки товару за ціною й характеристиках без потреби шукати і переглядати багато різних сайтів. Також відвідувач може порівнювати ціни на один товар в різних магазинах.

## Критика
- Після російської окупації 2014 року Автономна Республіка Крим у статистиці відразу стала відображатися як незаконно створений суб'єкт РФ, так звана «Республіка Крим». Проте, за деякий час налаштування змінили, і відтоді півострів відображається окремо, нарівні з країнами-державами.
- Сервісом користуються апологети російської пропаганди на кшталт Life.ru, РБК тощо. Через це 2 грудня 2016 р. українське видання «Обозреватель» заявило про припинення роботи з сервісом.[9]